# Erstsprecher
Erstsprecher ist eine Bezeichnung für Verhandler, die in Krisensituationen (z. B. geplanter Suizid, Verbarrikadierung, Bedrohungen oder Geiselnahmen) als erste Kontakt zu Tätern oder Opfern aufnehmen. Dieser kann vom Sprecher oder Täter initiiert werden. Erstsprecher findet man bei der Polizei, bei Feuerwehren und in Gefängnissen. Erstsprecher können Psychologen oder Seelsorger oder auch Polizeibeamte, Justizvollzugsbeamte bzw. Feuerwehrleute sein. Sie werden speziell geschult und sollen zur Deeskalation der Krisensituation beitragen. Das konkrete Vorgehen der Einsatzkräfte ist geheim, damit es für die Täter nicht vorhersehbar ist.